# Kaniksu National Forest
Der Kaniksu National Forest (gesprochen „Kuh-NICK-su“) ist ein National Forest der Vereinigten Staaten im nordöstlichen Washington, im Idaho Panhandle und im nordwestlichen Montana. Er ist eines von dreien zu den Idaho Panhandle National Forests zusammengeführten Staatswaldgebiete; dazu gehören auch der Coeur d’Alene National Forest und der St. Joe National Forest. Der Kaniksu National Forest hat eine Gesamtfläche von 1.627.833 Acres (6.588 km²). Etwa 55,7 % liegen in Idaho, 27,9 % in Montana und 16,4 % in Washington.
Der Name Kaniksu stammt aus der Sprache der Pend d’Oreille und bedeutet „schwarzes Gewand“. Er wurde benutzt, um jesuitische Missionare zu bezeichnen, die ihren Glauben in Nord-Idaho und Ost-Washington verbreiten wollten.

## Geschichte
Der Kaniksu National Forest wurde am 1. Juli 1908 aus einem Teil des Priest River National Forest (Idaho) gegründet.  Am 30. September 1933 wurde ein Teil des Pend Oreille National Forest (Idaho/Washington) hinzugefügt, und am 1. Juli 1954 ein Teil des Cabinet National Forest (Idaho/Montana). Der Kaniksu wurde am 1. Juli 1973 administrativ mit dem Coeur d’Alene und dem St. Joe National Forest zusammengeführt.
Der Hauptsitz der Verwaltung befindet sich in Coeur d’Alene (Idaho), der nächstgelegenen Stadt. Es gibt örtliche Bezirksbüros der National Park Ranger in Bonners Ferry, Priest Lake und Sandpoint (alle in Idaho).
Ein Teil der Salmo-Priest Wilderness liegt innerhalb des Kaniksu National Forest; der größte Teil dieses Wildnisgebietes liegt jedoch im westlich benachbarten Colville National Forest. Auch ein Teil (47 %) der Cabinet Mountains Wilderness liegt innerhalb des Kaniksu, der andere Teil (53 %) jedoch im Kootenai National Forest im Norden.

## Countys
In absteigender Folge des Flächenanteils liegt der Kaniksu National Forest in folgenden Countys:
- Boundary County (Idaho)
- Sanders County (Montana)
- Bonner County (Idaho)
- Pend Oreille County (Washington)
- Lincoln County (Montana)
- Stevens County (Washington)
- Kootenai County (Idaho)